# الجامعة التقنية الجنوبية
الجامعة التقنية الجنوبية هي جامعة تقنية حكومية تأسست في العام الدراسي 2014-2015، إلا أن الكلية التقنية في البصرة تأسست عام 1994.

## الكليات
| الكلية                       | العنوان | التأسيس | الأقسام | الموقع   |
| ---------------------------- | ------- | ------- | --- | -------- |
| كلية التقنيات الصحية والطبية | البصرة  | 2012    | تقنيات المختبرات الطبية تقنيات صحة المجتمع | البصرة   |
| الكلية التقنية الهندسية      | البصرة  | -       | هندسة تنقيات الوقود والطاقة هندسة تقنيات البيئة والتلوث هندسة تقنيات ميكانيك الحراريات هندسة تقنيات القدرة الكهربائية هندسة تقنيات البتروكيمياويات هندسة تقنيات الأتمتة | البصرة   |
| الكلية التقنية الإدارية      | البصرة  | -       | تقنيات المحاسبة تقنيات العمليات | البصرة   |
| الكلية التقنية ذي قار        | ذي قار  | 2014    | التقنيات المالية والمحاسبية هندسة تقنيات النظم الكهروميكانيكية | الناصرية |
| الكلية التقنية ميسان         | ميسان   | 2019    | هندسة تقنيات الكهروميكانيك هندسة تقنيات البناء والانشاءات | العمارة  |

## المعاهد
| المعهد                  | العنوان                 | التأسيس | الأقسام | الموقع |
| ----------------------- | ----------------------- | ------- | --- | ------ |
| المعهد التقني الطبي     | البصرة، محافظة البصرة   | -       | تقنيات الصيدلة تقنيات التحليلات المرضية تقنيات صحة المجتمع تقنيات التخدير تقنيات التمريض | -      |
| المعهد التقني الطبي     | العمارة، محافظة ميسان   | -       | تقنيات التمريض تقنيات التحليلات المرضية | -      |
| المعهد التقني الطبي     | الناصرية، محافظة ذي قار | -       | تقنيات صحة المجتمع تقنيات التمريض تقنيات التحليلات المرضية | -      |
| المعهد التقني التكنلوجي | البصرة، محافظة البصرة   | -       | التقنيات المدنية تقنيات البناء والإنشاءات تقنيات المساحة التقنيات الإلكترونية التقنيات الكهربائية (قوى) التقنيات الميكانيكية (إنتاج) تقنيات المكائن والمعدات (سيارات، تبريد وتكييف) تقنيات الصناعات الكيمياوية (تشغيل وحدات) | -      |
| المعهد التقني التكنلوجي | القرنة، محافظة البصرة   | -       | التقنيات الكهربائية | -      |
| المعهد التقني التكنلوجي | العمارة، محافظة ميسان   | -       | تقنيات البناء والإنشاءات تقنيات المكائن والمعدات (تبريد وتكييف) تقنيات الميكانيك (إنتاج) تقنيات الإلكترونيك تقنيات الكهرباء (قوى) تقنيات المساحة تقنيات الإتصالات التقنيات الإلكترونية (تقنيات الحاسوب)                      | -      |
| المعهد التقني التكنلوجي | الناصرية، محافظة ذي قار | -       | تقنيات الكهرباء تقنيات الميكانيك التقنيات المدنية | -      |
| المعهد التقني التكنلوجي | الشطرة، محافظة ذي قار   | -       | التقنيات الكهربائية (الشبكات) التقنيات الميكانيكية (الإنتاج) التقنيات المدنية (بناء وإنشاءات) تقنيات المساحة تقنيات مكائن ومعدات (السيارات) تقنيات الموارد المائية (الري والبزل)                                             | -      |
| المعهد التقني الزراعي   | الشطرة، محافظة ذي قار   | -       | تنقيات الإنتاج الحيواني تقنيات الإنتاج الزراعي تقنيات الصحة الحيوانية تقنيات المكائن والمعدات الزراعية | -      |
| المعهد التقني الإداري   | البصرة، محافظة البصرة   | -       | تقنيات المحاسبة تقنيات أنظمة الحاسبات تقنيات إدارة المكتب تقنيات إدارة المواد | -      |
| المعهد التقني الإداري   | القرنة، محافظة البصرة   | -       | تقنيات أنظمة الحاسبات | -      |
| المعهد التقني الإداري   | العمارة، محافظة ميسان   | -       | تقنيات أنظمة الحاسبات تقنيات إدارة المواد تقنيات المحاسبة | -      |
| المعهد التقني الإداري   | الناصرية، محافظة ذي قار | -       | تقنيات أنظمة الحاسبات تقنيات المحاسبة تقنيات الإدارة القانونية تقنيات إدارة المكتب | -      |
| المعهد التقني الإداري   | الشطرة، محافظة ذي قار   | -       | تقنيات إدارة المواد | -      |
| المعهد التقني - فنون    | الناصرية، محافظة ذي قار | -       | تقنيات صناعة الملابس | -      |